# Camillo Rusconi

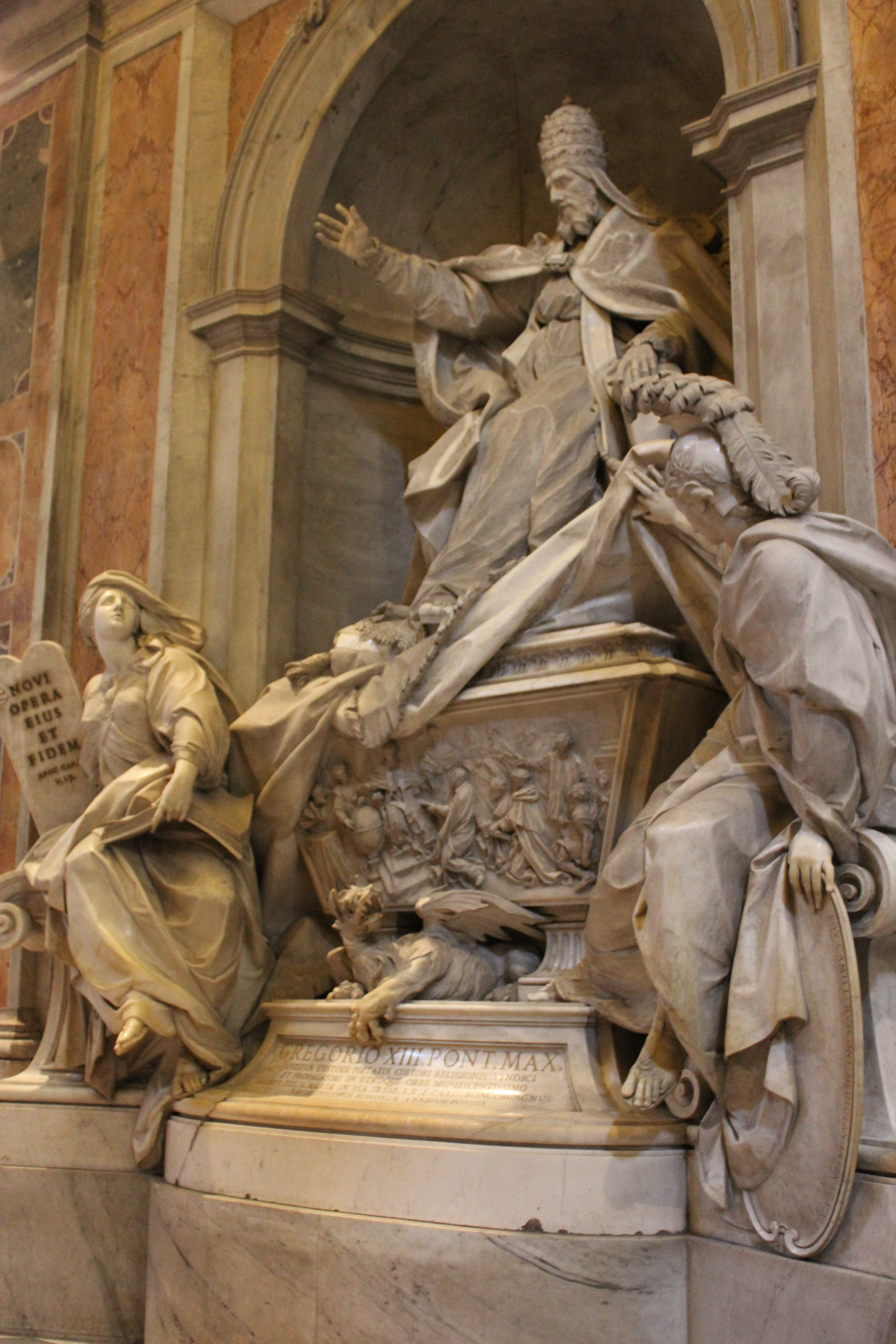
Gravmonument över Gregorius XIII. På ömse sidor om sarkofagen sitter de allegoriska gestalterna Religionen och Modet.

Camillo Rusconi, född 14 juli 1658 i Milano, död 8 december 1728 i Rom, var en italiensk skulptör under barocken. Han var elev till Ercole Ferrata.
Rusconi hämtade en del av sin inspiration från Bernini men uppvisar ett mer återhållsamt formspråk. Hans främsta verk är fyra apostlaskulpturer i San Giovanni in Laterano samt Gregorius XIII:s gravmonument i Peterskyrkan.